# 古屋道秋
古屋 道秋（ふるや みちあき、1972年7月13日 - ）は、日本の男性俳優、声優。東京都出身。以前はテアトル・エコーに所属していた。

## 出演

### テレビアニメ
- あぃまぃみぃ!ストロベリー・エッグ（徳川ヨシオ）
- X -エックス-（麒飼遊人）
- エレメンタル ジェレイド（クリマ・ズール）

### 吹き替え
- S猟奇連続殺人（ファイ）
- エバーラスティング 時をさまようタック
- デュースワイルド（ティノ〈ジェームズ・フランコ〉）
- プライベート・ライアン ※テレビ版

### BLCD
- 好きじゃないけど愛してる（カップルの男）

### 舞台
- Kafka's dick〜カフカズ・ディック（男1、編集者A）
- テイク・ザ・マネー・アンド・ラン